# 鍾天心
鍾天心（1903年8月5日—1987年11月9日），字汝中，乳名許仁，广东省五华县周江鎮冰坎村人。中華民國政治人物。

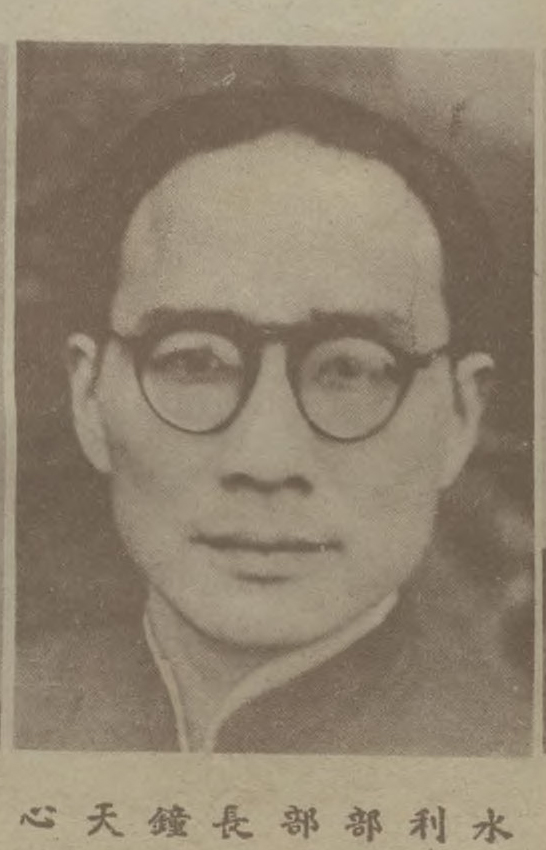

## 生平
鍾天心早年就学于香港，后随其父迁居北京。1920年，鍾天心考入北京大学文科，在校期间曾参加爱国学生运动，1923年参加中国国民党。大学毕业后，不久他即当选中国国民党北京市特别党部委员兼青年部长，后来他曾任广州市政府秘书、中国国民党上海市特别党部委员兼交通大学训育主任。此后，鍾天心留学英国牛津大学，并任瑞士日内瓦国际研究院研究员。归国后，他历任中山大学教授、黄埔军校潮州分校政治教官、东路军政治部委员、国民政府立法委员、宪法起草委员、外交条约委员、中华文化教育部主任、中国国民党广东省党部特派员。抗日战争时期，他曾任广州绥靖党政处处长、第四战区动员委员会秘书长、《救亡日报》顾问。1945年，他当选中国国民党中央监察委员，此后他还曾任立法委员、国民大会代表。1948年，經廣州市民選舉，成為第1屆中華民國立法委員。同年，任行政院政务委员兼中华民国水利部部长。1949年北平和谈时，他曾作为国民政府方面最初所派的和平谈判代表（邵力子、张治中、黄绍竑、彭昭贤、鍾天心）之一。1949年，他到香港创办逸仙学院并自任院长。1965年，他到台湾任总统府国策顾问、鍾氏宗亲会理事长。1973年，他定居美国。1987年他在美国逝世，享年84岁。

## 著作
他是歌曲《黄花岗纪念歌》、《保卫中华》的词作者。